# Apołłon Hüber von Greifenfels
Apołłon Hüber von Greifenfels (ros. Аполлон Гибер фон Грейфенфельс, ur. 19 maja?/31 maja 1887 w Kijowie, zm. ?) – szermierz, szablista reprezentujący Rosję, uczestnik igrzysk w Sztokholmie w 1912 roku, gdzie wystartował w indywidualnym i drużynowym turnieju szablistów.